# دف (فیلم)
دف فیلمی کوتاه و مستندگونه است که در سال ۱۳۸۳ به کارگردانی بهمن قبادی، تهیه‌کننده کرد ایرانی ساخته شده‌است. این فیلم نگاهی به مراحل ساخت یکی از قدیمی‌ترین آلات سنتی موسیقی ایرانی یعنی «دف» دارد.
فیلم دف که بر بستر یک رویداد واقعی ساخته شده، دربارهٔ زندگی و امرار معاش خانواده‌ای است که تمام کودکان آن نابینا هستند و آنها مشغول ساخت دف هستند. قصه این فیلم در یک روستای کردنشین ایران می‌گذرد.

## داستان فیلم
فایق که نوازنده دوره‌گردی است به کمک خانواده اش این آلت موسیقی را ساخته، سپس آنها را به شهر برده و آن را به فروشگاه‌های بزرگ در ازای پول کمی می‌فروشد. آنها در فقر کاملی زندگی می‌کنند.

## جوایز
- جایزه بهترین مستند کوتاه از فستیوال فیلم بین‌المللی Docusur، اکتبر ۲۰۰۶، اسپانیا.[۳]
- جایزه بهترین فیلم کوتاه از چهارمین فستیوال فیلم همه جاده‌های نشنال جئوگرافی، واشینگتن، اکتبر و نوامبر ۲۰۰۷، ایالات متحده آمریکا.[۳]
- جایزه منتخب تماشاگران از چهارمین فستیوال فیلم همه جاده‌های نشنال جئوگرافی، سانتا فه، نوامبر و دسامبر ۲۰۰۷، نیومکزیکو.[۳]